# Charles Bourcier (écrivain)
Charles Bourcier, né le 19 mars 1882 dans le 7e arrondissement de Paris et mort pour la France à La Chavatte dans le département de la Somme, le 28 septembre 1914, est un écrivain français du XXe siècle. Son nom est inscrit au Panthéon dans la liste des 560 écrivains morts pour la France. Il fonde et dirige La Chimère, revue de littérature démocratique, de 1907 à 1910.

## Biographie
Charles Pierre Bourcier, né le 19 mars 1882 au 23 avenue de Tourville à Paris, est le fils de Sylvain Marie Frédéric Bourcier (1846-1918), architecte et de Emma Eugénie Joséphine Charlot (1859-1929). Son frère Emmanuel, né en 1880, sera écrivain et rédigera la notice sur Charles dans l'Anthologie des écrivains morts à la guerre.
Lorsqu'il est appelé pour faire son service militaire en 1902, il réside en Allemagne à Tübingen et sa fiche matricule indique qu'il est professeur d'allemand. Après avoir été ajourné, il est incorporé à Lérouville au 154e régiment d'infanterie de novembre 1904 à septembre 1906.
En août 1907, installé dans une mansarde de la rue Bonaparte, il fonde La Chimère, revue bimensuelle de littérature démocratique. En introduction au premier numéro, il précise son objectif :  « Il y aura bientôt quarante ans que nous vivons en République, et nous n’avons pas encore de littérature républicaine. Aujourd’hui, comme avant 89, la France se divise en deux classes. Les uns possèdent le monopole du beau. C’est pour eux seuls qu’ont été faites les littératures des temps passés et celles des civilisations étrangères. C’est à eux seuls qu’il appartient de travailler au progrès de la littérature nationale. Ils forment une caste privilégiée, une aristocratie intellectuelle. Ils ne représentent qu’une infime minorité. Les autres, depuis quatre siècles, ils sont abandonnés aux préoccupations de la vie matérielle, livrés à l’abêtissement de la fausse littérature populaire, sevrés des jouissances les plus élevées et les plus pures de l’esprit humain, dépouillés de leur droit à la portion la plus précieuse du patrimoine national, et c’est l’immense majorité du peuple. Sourient, s’il leur plaît, les arrivistes et les sceptiques, ce partage de la nation, cette inégalité entre ses membres sont incompatibles avec les principes mêmes de la République. C’est pour les détruire que nous avons fondé cette revue : La Chimère ».En dehors des écrits de Charles Bourcier, la revue accueille en 1909 des textes de Gaston Sauvebois, Émile Solari, Aloïs d'Huncks et Pierre Minoggio.
Son frère rapporte que la revue « paraitra chaque mois, payée par son misérable salaire d'employé, jusqu'en 1910 ».
En octobre 1909, il fonde la Société du Salon du Peuple dont il est président. Cette société « a l’ambition d’offrir au peuple une nourriture cérébrale plus saine, plus tonique, plus abondante que celle qui lui est servie par d’éhontés exploiteurs, les trafiquants de fausse et vide et plate littérature populaire. […] Le Peuple et l’art n’ont que trop tendance aujourd’hui à se regarder en ennemis. Il ne suffit pas qu’ils se connaissent l’un l'autre et perdent toute hostilité, toute défiance. Il faut qu’ils finissent par s’aimer. Dans cette voie, c’est aux artistes à faire les premiers pas. ».
Quand il épouse Geneviève Madeleine Goujon (1888-1958) à Mont-Saint-Père le 21 septembre 1912, il travaille comme employé de banque. Durant l'été 1918, leur fillette meurt et Charles est mobilisé comme soldat au 153e régiment d'infanterie. En septembre 1914, le régiment remonte vers le Nord de la France et la Belgique, dans la Course à la mer. Le 25 septembre 1914, lors d'une attaque à la baïonnette dans le parc du château de La Chavatte, Charles Bourcier est porté disparu, parmi plus de 200 soldats français. Les combats à La Chavatte durent encore trois jours et Charles est déclaré officiellement mort le 28 septembre 1914.
La citation qui accompagne sa médaille militaire à titre posthume signale un : « brave soldat Mort pour la France, le 28 septembre 1914, des suites de blessures reçues à la Chavatte, dans l'accomplissement de son devoir. Croix de guerre avec étoile de bronze ».

## Distinctions
- Croix de guerre 1914–1918, étoile de bronze
- Médaille militaire, à titre posthume, Journal officiel du 17 avril 1923[10]

## Hommages
- Le nom de Charles Bourcier est inscrit au Panthéon dans la liste des 560 écrivains morts pour la France pendant la guerre de 1914-1918[11].
- Son nom figure sur la plaque commémorative du lycée Louis-le-Grand à Paris[12].
- À l'occasion des célébrations de l'Armistice en 1930, l'acteur Léon Bernard lit des poèmes de Charles Bourcier à la Comédie française[13].
- Une allée ou une place a reçu son nom dans la forêt des écrivains combattants en 1938[14].
- Son frère Emmanuel Bourcier lui dédie son roman Paul, mon frère (Flammarion, 1923), qui recevra le Prix de Jouy de l'Académie française. Dans ce livre, il fait le portrait moral de son frère et prête au personnage fictif les paroles de son frère disparu, le faisant apparaitre comme un apôtre et martyr de la cause de l'éducation populaire[15],[16].

## Œuvres principales
- La Chimère, revue bimensuelle de littérature démocratique (1907-1910)
- Hors des sentiers battus, pièce en 3 actes, musique de Francis Casadessus, représentée à Paris[17]